# Smittina confusa
Smittina confusa is een mosdiertjessoort uit de familie van de Smittinidae. De wetenschappelijke naam van de soort is voor het eerst geldig gepubliceerd in 1978 door Jean-Loup d'Hondt.